# 格尔德·邦克
格尔德·邦克（德語：Gerd Bonk，1951年8月26日—2014年10月20日），德国男子举重运动员。他曾代表东德参加1972年和1976年夏季奥林匹克运动会举重比赛，获得一枚银牌和一枚铜牌。